# Championnats du monde de gymnastique rythmique 1997
Les XXIe championnats du monde de gymnastique rythmique se sont tenus à Berlin en Allemagne du 23 au 26 octobre 1997.

## Épreuves individuelles

### Concours général individuel
| Rang | Nation | Gymnaste            | Points |
| ---- | ------ | ------------------- | ------ |
| 1    |        | Elena Vitrichenko   | 39.900 |
| 2    |        | Natalia Lipkovskaya | 39.866 |
| 3    |        | Yanina Batyrchina   | 39.832 |

### Corde
| Rang | Nation | Gymnaste            | Points |
| ---- | ------ | ------------------- | ------ |
| 1    |        | Yanina Batyrchina   | 9.950  |
| 1    |        | Elena Vitrichenko   | 9.950  |
| 3    |        | Natalia Lipkovskaya | 9.950  |
| 4    |        | Evgenia Pavlina     | 9.916  |
| 5    |        | Eva Serrano         | 9.875  |
| 6    |        | Yulia Raskina       | 9.866  |
| 7    |        | Tatiana Popova      | 9.841  |
| 8    |        | Edita Schaufler     | 9.791  |

### Cerceau
| Rang | Nation | Gymnaste            | Points |
| ---- | ------ | ------------------- | ------ |
| 1    |        | Natalia Lipkovskaya | 10.000 |
| 2    |        | Elena Vitrichenko   | 10.000 |
| 3    |        | Eva Serrano         | 9.950  |
| 4    |        | Teodora Alexandrova | 9.941  |
| 5    |        | Yanina Batyrchina   | 9.916  |
| 6    |        | Edita Schaufler     | 9.850  |
| 7    |        | Boriana Guineva     | 9.841  |
| 8    |        | Magdalena Brzeska   | 9.562  |

### Massues
| Rang | Nation | Gymnaste            | Points |
| ---- | ------ | ------------------- | ------ |
| 1    |        | Elena Vitrichenko   | 10.000 |
| 2    |        | Yanina Batyrchina   | 9.950  |
| 3    |        | Natalia Lipkovskaya | 9.900  |
| 3    |        | Tatiana Popova      | 9.900  |
| 5    |        | Magdalena Brzeska   | 9.833  |
| 6    |        | Edita Schaufler     | 9.816  |
| 7    |        | Viktoria Danova     | 9.716  |
| 8    |        | Cid Almudena        | 9.691  |

### Ruban
| Rang | Nation | Gymnaste            | Points |
| ---- | ------ | ------------------- | ------ |
| 1    |        | Elena Vitrichenko   | 10.000 |
| 1    |        | Natalia Lipkovskaya | 10.000 |
| 3    |        | Eva Serrano         | 9.933  |
| 4    |        | Evgenia Pavlina     | 9.925  |
| 5    |        | Amina Zaripova      | 9.874  |
| 6    |        | Edita Schaufler     | 9.858  |
| 7    |        | Cid Almudena        | 9.841  |
| 8    |        | Magdalena Brzeska   | 9.775  |

## Concours général par équipe
| Rang | Nation      | Total   |
| ---- | ----------- | ------- |
| 1    | Russie      | 118.678 |
| 2    | Biélorussie | 118.264 |
| 3    | Ukraine     | 118.229 |
| 4    | Allemagne   | 117.397 |
| 5    | Bulgarie    | 78.290  |
| 6    | Italie      | 77.927  |
| 7    | Espagne     | 77.517  |
| 8    | Japon       | 76.979  |